# Sơ đồ xiên thể hiện tiến độ

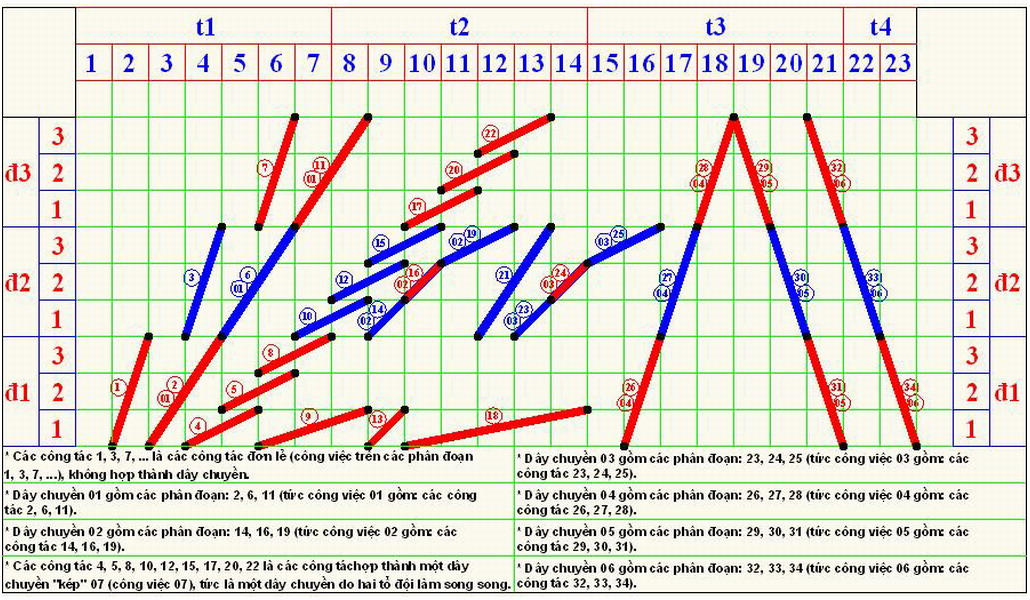
Sơ đồ xiên.

Sơ đồ xiên hay biểu đồ chu kỳ (tiếng Anh: Cyklogram, Linear Scheduling Method (LSM), hay Line of Balance (LoB), tiếng Séc: Cyklogram), là phương pháp thể hiện tiến độ của dự án, bằng các đường đồ thị bậc nhất trong tọa độ Đề Các phẳng, với trục hoành là trục số nguyên dương biểu diễn thông số thời gian của công việc và trục tung là trục số nguyên dương biểu diễn thông số không gian của công việc. Yếu tố cơ bản của dự án là các công việc, mà mỗi công việc được thể hiện bằng một đường đồ thị bậc nhất gấp khúc tại các điểm tung độ và hoành độ nguyên dương, phát triển theo cả hai hướng không gian và thời gian, tạo thành những đường xiên. Đơn vị của trục thời gian là đơn vị lịch thời gian (có thể là ca sản xuất, ngày làm việc (bội số của ca: có thể có 1 đến 3 ca trong 1 ngày), tuần, tháng,... Tuy nhiên đơn vị thời gian cơ sở phổ biến nhất là hai đơn vị: ca và ngày (nếu một ngày làm việc chỉ có 1 ca)). Đơn vị cơ sở của trục không gian là phân đoạn sản xuất (thường là phần không gian trên mặt bằng). Trong sản xuất xây dựng, bội số của phân đoạn là đợt thi công (thông số không gian theo chiều cao), và bộ số của đợt là tầng nhà,... Đợt thi công, tầng nhà là các thông số tổ chức không gian theo chiều cao. Sơ đồ xiên còn có một chiều thứ 3, ngoài hai chiều tọa độ Đề Các thể hiện không gian và thời gian, đó là chiều thể hiện thông số công nghệ (qua logic quan hệ của các công việc), chiều này được thể hiện một cách ẩn trong đồ thị.
Công việc (hay còn gọi là dây chuyền thành phần) thường được ký hiệu bằng chỉ số i, còn phân đoạn được ký hiệu bằng chỉ số j. Đoạn hình chiếu của mỗi công việc (tức là dây chuyền) trên trục hoành, ứng với mỗi phân đoạn, là nhịp của công việc (dây chuyền), trên phân đoạn đó, được ký hiệu là tij. Các phần của một công việc thực hiện trên mỗi phân đoạn được biểu thị là một đoạn thẳng xiên, có hình chiếu trên trục thời gian là tij, hình chiếu trên trục không gian là phân đoạn j. Tổng số các phân đoạn trong toàn dự án mà một công việc i triển khai lần lượt trên đó được ký hiệu là m. Công việc i, triển khai trên m phân đoạn, được biểu diễn bằng tập hợp các đoạn thẳng xiên trên mỗi phân đoạn j trong mỗi tij tương ứng. Nếu (tổ chức sản xuất) hay tổ chức thi công được theo phương pháp tổ chức thi công dây chuyền, thì một công việc (tức là một dây chuyền thành phần) sẽ là một đường xiên gãy khúc liên tục trên m phân đoạn, và thời gian thực hiện của một công việc là Ti = {\displaystyle \sum _{j=1}^{m}t}ij.
Nếu không thể tổ chức thi công được theo phương pháp dây chuyền (do giữa các phân đoạn, việc thực hiện công việc i có sự gián đoạn thời gian, không đảm bảo tính liên tục trên m phân đoạn của dây chuyền thành phần), thì có thể coi từng phần công việc trên mỗi phân đoạn j trong thời gian tij là một công việc con độc lập (công tác) và khi gọi tên công việc con (công tác) thì ghép thêm tên phân đoạn mà nó được thực hiện trên đó.

## Thông số thời gian của công việc chuyên môn

Tiến độ thi công xây dựng nhà nhiều tầng thể hiện bằng sơ đồ xiên.

Hai sơ đồ xiên với đơn vị thời gian khác nhau (ca và ngày), cùng thể hiện 4 dây chuyền đơn (công việc chuyên môn) có nhịp t_{ij} và mô đun chu kỳ K_{i} là: (dây chuyền 1 (3 ca/ngày): t_{ij} = 1/3 và K_{i} = 1), (dây chuyền 2 (2 ca/ngày): t_{ij} = 1/2 và K_{i} = 1), (dây chuyền 3 (1 ca/ngày): t_{ij} = 1 và K_{i} = 1), (dây chuyền 4 (1 ca/ngày): t_{ij} = 2 và K_{i} = 2).

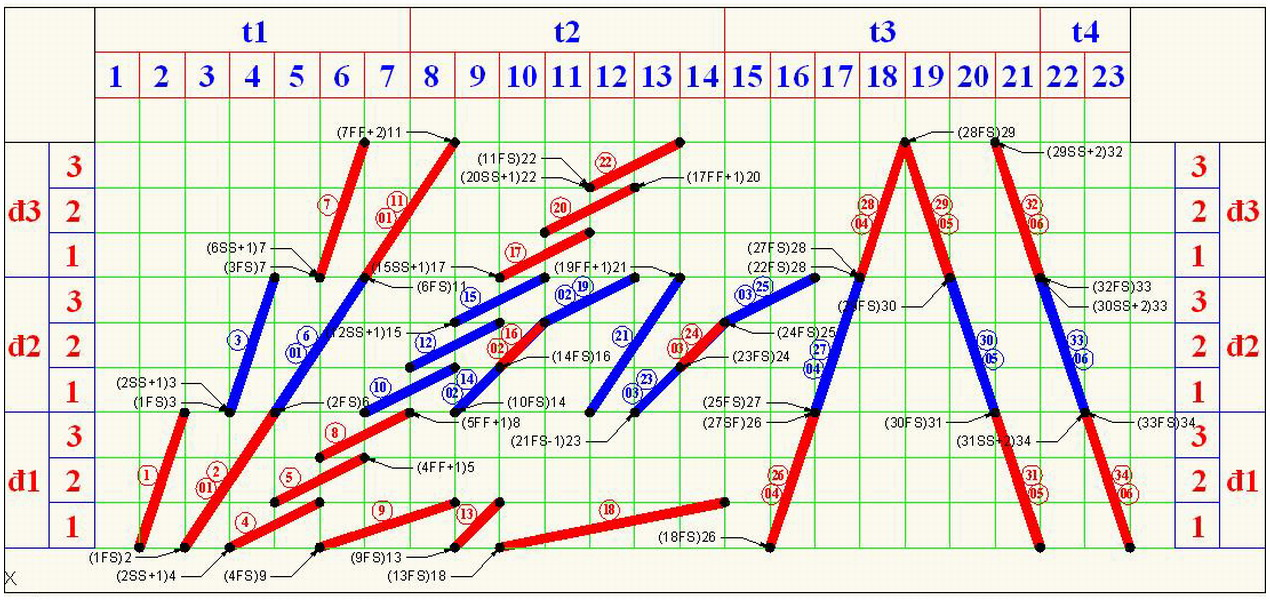
Chuyển đổi giữa hai dạng sơ đồ với nhau: sơ đồ xiên và sơ đồ mạng PDM.

Việc chia nhỏ mỗi công việc thành từng phần khối lượng công tác (phân đoạn) để phù hợp với năng lực lao động làm việc trong một chu kỳ thời gian là nhịp tij của dây chuyền thành phần (dây chuyền đơn), hay công việc chuyên môn, (đo bằng đơn vị là ca sản xuất), tạo cho dạng thể hiện tiến độ theo sơ đồ xiên này có một tính chất chu kỳ, nên nó còn được gọi với cái tên Biểu đồ chu kỳ.
Ở Việt Nam, luật lao động quy định thời gian tiêu chuẩn của một ngày làm việc đối với mỗi một người lao động là 8 tiếng đồng hồ (giờ). Có thể kéo dài thời gian lao động tiêu chuẩn thêm tối đa 25% nữa (tức là khoảng 2 giờ làm ngoài giờ để tăng lượng sản phẩm được làm ra trong 1 ngày, đối với mỗi người lao động). Một ca sản xuất là thời gian thực hiện công việc của một tổ sản xuất trong công xưởng hay trên một phân đoan công tác, thường là 8 giờ. Thời gian của một ngày là 24 giờ, có thể tổ chức tối đa thành 3 ca sản xuất, mà mỗi ca do một tổ sản xuất thực hiện. Như vậy, mỗi ngày có thể tổ chức sản xuất theo các tổ hợp sau: 
- 3 ca/ngày (ca sáng, ca chiều và ca đêm), (trường hợp này trong một dây chuyền đơn (công việc chuyên môn) phải có tới 3 tổ sản xuất riêng biệt nhưng cùng chuyên môn lần lượt thực hiện và hoàn thành từng phần công việc trên 3 phân đoạn trong 1 ngày. Do đó nhịp của công việc chuyên môn (dây chuyền đơn) trong trường hợp này tij bằng 1/3 ngày).
- 2 ca/ngày (ca sáng và ca chiều), (trường hợp này một dây chuyền đơn sẽ chỉ có thể tổ chức 2 tổ sản xuất riêng biệt cùng chuyên môn lần lượt làm việc trong một ngày hoàn thành công việc trên 2 phân đoạn liên tiếp, khi đó nhịp của dây chuyền đơn tij = 1/2 ngày).
- 1 ca/ngày (trường hợp này thì mỗi ngày trùng với một ca, đây là trường hợp ngày làm việc thông thường của đa số các người lao động. Một phân đoạn chỉ do 1 tổ sản xuất chuyên nghiệp thực hiện trong 1 ngày (làm việc 1 ca) hoặc nhiều ngày làm việc (một ca). Nhịp của dây chuyền đơn (công việc chuyên môn) bằng số ngày thực hiện công việc trên một phân đoạn của tổ sản xuất chuyên môn đó, giá trị của nhịp của dây chuyền là một số nguyên ngày làm việc (một ca)).

Mô đun chu kỳ Ki của công việc chuyên môn (dây chuyền đơn) i là khoảng thời gian để một tổ sản xuất chuyên môn trong dây chuyền đơn lặp lại công việc sản xuất của mình trên một phân đoạn sản xuất mới.
Trong tổ chức công viêc chuyên môn (dây chuyền đơn) theo nhiều ca sản xuất trong ngày, thì mỗi tổ sản xuất sẽ quay lại sản xuất đúng vào đầu mỗi ca sản xuất tương ứng của ngày hôm sau, nên Ki luôn bằng 1 ngày, (dây chuyên đơn sản xuất 3 ca/ngày thì tij = 1/3 và Ki = 1 ngày, dây chuyên đơn sản xuất 2 ca/ngày thì tij = 1/2 và Ki = 1 ngày).
Trường hợp, mỗi dây chuyền đơn i (công việc chuyên môn i) được tổ chức sản xuất đơn ca (1 ca/ngày), thì mô đun chu kỳ Ki trùng với  nhịp tij trên mỗi phân đoạn j.